# 명중주정아애니
운명처럼 널 사랑해(중국어 간체자: 命中注定我爱你, 정체자: 命中注定我愛你, 병음: Mìng zhòng zhù dìng wǒ ài nǐ 밍중주딩워아이니[*], 한자음: 명중주정아애니, 영어: Fated to love you 파티드 트 러브 유[*])는 대만 TTV에서 2008년 3월 16일부터 방송하여 8월 24일 종영한 드라마이다.
타이완 드라마 역사상 최고의 시청률인 13.64(20회, 단 경우에 따라 10.91)를 기록하였으며, 평균 8.96(경우에 따라 7.44)의 시청률을 기록하였다.

## 등장 인물

### 주요 인물
- 진교은 - 천신이(陳欣怡), 엘레인(Elaine) 역
- 원경천 - 지춘시(紀存希) 역
- 진초하(陳楚河) - 딜란(Dylan), 다이젠런(戴建仁) 역
- 백흠혜 - 스안나(石安娜), 다이신이(戴欣怡) 역
- 담애진(譚艾珍) - 지왕전주(紀汪珍珠) 역
- 린메이슈 - 천린시스(陳林西施) 역
- 송신니(宋新妮) - 천칭샤(陳青霞) 역
- 종흔릉(鍾欣凌) - 천펑자오(陳鳳嬌) 역
- 나유훈(那維勳) - 앤슨(Anson) 역
- 나북안(羅北安) - 우루루(烏陸陸) 역
- 진위민(陳為民) - 우치치(烏柒柒) 역
- 왕현(王琄) - 지류슈링(紀劉秀玲) 역
- 전가달(田家達) - 지정런(紀正人) 역

### 특별 출연
- 이패욱(李沛旭) - 구츠(古馳) 역
- 안가악(顏嘉樂) - 레베카(Rebecca) 역
- 하호걸(何豪傑) - 천신이의 아버지 역
- 진패기(陳珮騏) - 장마리(江瑪莉) 역
- 배지영(白芝穎) - 톈톈(恬恬) 역
- 임관우(林冠宇) - 안동니(安東尼) 역
- 대병(大炳) - 천 변호사/더글러스 역
- 하융(何戎) - 옥션 진행자 역
- 진언장(陳彦壯) - 아영(阿榮) 역
- 곽혜강(郭慧康) - 장 운전 역
- 짱뮤뮤(張miu miu) - 지바오베이(紀寶貝) 역
- 굴중항(屈中恆) - 하오정창(郝正常) 역
- 심맹생(沈孟生) - 스티븐 저우(史蒂芬周) 역
- 장조민(張朝閔) - 라이언(Ryan) 역
- 마역구(馬力歐) - 리츠 레스토랑 무대 사회자 역
- 오민(吳敏) - 장쥔바오 아줌마(薑軍包婆婆) 역
- 가소운(柯素雲) - 시이페이(石亦菲) 역
- 악약리(岳躍利) - 중산룽(中山龍) 역
- 원약람(元若藍) - 간호사 역
- 매니사(梅妮莎) - 메이(May),천매이(陳美) 역
- 임미수(林美秀) - 마마 역
- 소한(小嫻) - 코코(Coco) 역
- 샤오징텅(蕭敬騰) - 수의 역
- 정백인(程伯仁) - 수술실 의사 역
- 관근종(管謹宗) - 하오스민(郝世民) 역

## OST
1. 원약람(元若藍) - 구십구차아애타(九十九次我愛他)
2. 원약람(元若藍), 오총명(吳忠明) - 심원편리첩(心願便利貼)
3. 원약람(元若藍) - 반정가(半情歌)
4. 오총명(吳忠明) - 기보주(起步走)
5. 금수이중창(錦繡二重唱) - 아적쾌락(我的快樂)
6. 원약람(元若藍) - I'm OK
7. 조격(曹格) - 취취풍(吹吹風)
8. 원약람(元若藍) - 대접(對摺)
9. 심원편리첩(心願便利貼) - (반주)
10. 반정가(半情歌) - (반주)
11. 구십구차아애타(九十九次我愛他) - (반주)
12. 기보주(起步走) - (반주)
13. 정가(요상정현)(情歌(療傷情弦)) - (반주)
14. 심원편리첩(낭만온형)(心願便利貼(浪漫溫馨)) - (반주 낭만버전)
15. 구십구차아애타(몽환음악합)(九十九次我愛他(夢幻音樂盒)) - (반주)

## 시청률
| 날짜            | 회   | 시청률             |
| --------------- | ---- | ------------------ |
| 2008년 3월 16일 | 01회 | 3.27               |
| 2008년 3월 23일 | 02회 | 4.52               |
| 2008년 3월 30일 | 03회 | 6.77               |
| 2008년 4월 6일  | 04회 | 5.83               |
| 2008년 4월 13일 | 05회 | 5.36               |
| 2008년 4월 20일 | 06회 | 5.53               |
| 2008년 4월 27일 | 07회 | 5.14               |
| 2008년 5월 4일  | 08회 | 5.98               |
| 2008년 5월 11일 | 09회 | 6.78               |
| 2008년 5월 18일 | 10회 | 7.84               |
| 2008년 5월 25일 | 11회 | 8.13               |
| 2008년 6월 1일  | 12회 | 9.23               |
| 2008년 6월 8일  | 13회 | 9.77               |
| 2008년 6월 15일 | 14회 | 10.93              |
| 2008년 6월 22일 | 15회 | 10.98              |
| 2008년 6월 29일 | 16회 | 11.08              |
| 2008년 7월 6일  | 17회 | 11.25              |
| 2008년 7월 13일 | 18회 | 12.39              |
| 2008년 7월 20일 | 19회 | 12.17              |
| 2008년 7월 27일 | 20회 | 13.64(최고 시청률) |
| 2008년 8월 3일  | 21회 | 12.55              |
| 2008년 8월 10일 | 22회 | 11.03              |
| 2008년 8월 17일 | 23회 | 12.69              |
| 2008년 8월 24일 | 24회 | 12.14              |

## 해외 방영

### 홍콩
- TVB 劇集台
  - 방송 기간: 2008년 9월 7일-2009년 1월 18일
  - 방송 시간: 일 19:30-21:05
  - 횟수: 44
- TVB 翡翠台
  - 방송 기간: 2009년 7월 14일-9월 4일
  - 방송 시간: 월~금 10:30-11:30
  - 횟수: 39

### 한국
- KBS 드라마
  - 방송 기간: 2008년 12월 20일-2009년 3월 15일
  - 방송 시간: 일 01:10-04:10 (3회 연속)
  - 횟수: 39
- TVB 코리아
  - 횟수 : 39
- 기타 방송사: CMB

## 명중주정아애니 소설
명중주정아애니는 소설도 있으며 정체(번체)로 쓰여 있다.
- 명중주정아애니 - 양온여(梁蘊如) 저, 165쪽, 대시문화(台視文化)출판

## 한국에서의 리메이크
- MBC에서 한국판으로 리메이크해서 방송되었고 대한민국의 배우 장나라와 장혁이 연기를 했고 2014년 7월 2일 MBC 수목 미니시리즈로 방송되었다.

## 그 외
- 《명중주정아애니(命中注定我愛你)》의 후속작인 《무적산보매(無敵珊寶妹)》에서 1회와 2회 명중주정아애니팀이 특별출연하여 명중주정아애니의 뒷 이야기를 보여주었다.
- 1회 - 나유훈(那維勳) - Anson 역, 송신니(宋新妮) - 쳔칭시아(陳青霞) 역 출연
- 2회 - 진교은(陳喬恩) - 쳔신이(陳欣怡) 역, 원경천(阮經天) - 지춘시(紀存希) 역 출연
- 명중주정아애니의 마지막 방송 이후 바로 후속작인 무적산보매를 방송하였다.(같은날 방송)